# Баймок
Баймок (серб. Бајмок) — село в Сербії, належить до общини Суботиця Північно-Бацького округу в багатоетнічному, автономному краю Воєводина.

## Населення
Населення села становить 8726 осіб (2002, перепис), з них:
- серби — 2557 — 34,49%;
- мадяри — 2052 — 27,68%;
- бунєвці — 1098 — 14,81%;
- хорвати — 482 — 6,50%;

Решту жителів  — з різних етносів, зокрема: чорногорці, румуни, німці і кілька русинів-українців.